# Steve Martland
Steve Martland (* 10. Oktober 1954 in Liverpool; † 7. Mai 2013) war ein englischer Komponist.

## Leben
Steve Martland studierte in den Niederlanden bei Louis Andriessen Komposition. Sein Interesse an der Rolle des Komponisten in der Gesellschaft zeigt sich u. a. in seinem Engagement für den Musikunterricht an Schulen. Er hat zahlreiche Kompositionsprojekte im In- und Ausland geleitet und den alljährlichen Kompositionskurs „Strike Out“ für Schulkinder ins Leben gerufen.
Hauptsächlich arbeitete er mit Künstlern, die in ihrem Wirken nicht von klassischen Institutionen abhängig sind – holländische und amerikanische Gruppen, freiberuflich tätige Musiker und insbesondere die eigene Steve Martland Band, die seine Musik auf internationalen Tourneen vorstellt. Im Jahr 1998 arbeitete er mit der Band Spiritualized zusammen an einem Projekt für das Flux Festival in Edinburgh. Martlands Musik wurde häufig für Filme und TV-Serien benutzt.
Martlands großes Orchesterwerk Babi Yar (1983) erlebte seine Premiere beinahe gleichzeitig in den USA, unter der Leitung von Leonard Slatkin mit dem St. Louis Symphony Orchestra, und in Großbritannien, mit dem Royal Liverpool Philharmonic Orchestra und Nicolas Cleobury. Anschließend wurde Babi Yar für das legendäre Factory Label aufgenommen. Martland bearbeitete die Partitur schließlich neu. Die Uraufführung dieser revidierten Fassung fand in Glasgow unter der Leitung von Jurjen Hempel mit dem BBC Scottish Symphony Orchestra als Teil eines Martland-Abends statt, der von der BBC und der Royal Philharmonic Society unterstützt wurde.
Martlands Musik, üblicherweise mit Verstärkern gespielt, ist vielfach choreographisch interpretiert worden. So wurde Drill am Opernhaus Sydney vertanzt, und Crossing the Border durch das Nationalballett Amsterdam. Danceworks, eine vom London Contemporary Dance Theatre beauftragte und uraufgeführte Komposition, wurde an zahlreichen Theatern weltweit inszeniert. Hervorzuheben sind hierbei die Choreographien von Les Grands Ballets Canadiens aus Montreal und des Ballet Tech aus New York. Martlands Werk Remix erhielt den SACD Preis für Tanzfilm nach einer Choreographie von Aletta Collins für die BBC. Im Jahr 2005 bekam Martland von der Henri Oguike Dance Company einen Auftrag, woraus seine Komposition Tiger Dancing erwuchs. Daneben wurde Martlands Musik auch als Titelmusik für das internationale Fernseh- und Radioprogramm verwendet. So ist Danceworks als Titelmusik eines holländischen Fernsehprogramms zu hören und Principia wurde als Titelmusik für das BBC Radioprogramm The Music Machine übernommen.
Im Auftrag der Perkussionistin Evelyn Glennie und der King’s Singers schrieb Martland sein häufig aufgeführtes Chorwerk Street Songs, das später unter der Leitung von John Eliot Gardiner mit dem Monteverdi Choir und dem Schlagzeuger Colin Currie zur Projektion eines Films der Quay Brothers dargeboten wurde.
2006 und 2007 war Martland Composer in Residence beim ETNA Music Festival auf Sizilien. Zu seinen letzten Aufträgen zählen die Probestücke für das TROMP International Music Festival and Competition. Zu dieser Gruppe an Werken gehören Starry Night für Marimba und Streichquartett sowie Sea Songs, das unter der Leitung von Paul Hillier 2012 mit dem Gesangsensemble Ars Nova Copenhagen in Dänemark seine Uraufführung feierte.
Martland verstarb unerwartet im Schlaf am 7. Mai 2013, im Alter von 58 Jahren.

## Werke
- 1982 – Duo, Trompete und Klavier
- 1982 – Kgakala, for Klavier
- 1983 – Babi Yar, großes Orchester in 3 Gruppen
- 1984 – lotta continua, Orchester und Jazz-Orchester
- 1984 – Orc für Horn und kleines Orchester
- 1985 – American Invention, 13 Spieler in 3 Gruppen
- 1985 – Remix
- 1985 – Remembering Lennon
- 1986 – Shoulder to Shoulder, Bläserensemble
- 1986 – Dividing the Lines, für Blechbläser
- 1986 – Big Mac I
- 1987 – Drill, für 2 Klaviere
- 1987 – Big Mac II, für 9 Spieler
- 1988 – Glad Day (3 songs) für Singstimme und 14 Spieler
- 1989 – Birthday Hocket, für zwei Klaviere
- 1989 – Principia
- 1989 – Skywalk, für Chor a cappella SSATB
- 1990 – Crossing the Border, für Streicher
- 1991 – Wolfgang, arrangements of Mozart, für Bläseroktett
- 1991 – The Perfect Act, für Singstimme und 8 Spieler (Text von Stevan Keane)
- 1992 – Patrol, Streichquartett
- 1992 – Toccata and Fugue, BWV 565, Streichquartett (Johann Sebastian Bach, Arr. Martland)
- 1992 – Full Fathom Five, Blechbläserquintett
- 1993 – Dance Works
- 1994 – Mr Anderson's Pavane
- 1995 – Beat the Retreat
- 1995 – Horses of Instruction
- 1996 – Kick
- 1996 – Thistle of Scotland
- 1997 – Eternal Delight
- 1997 – Street Songs, für Marimba und Sänger
- 1997 – Jenny Jones, Chor a cappella (SSAATTBB)- Teil von 'Street songs'
- 1997 – Summer Rounds, für Chor a cappella (SSAATTBB)
- 1997 – Three Carols, für Chor a cappella
- 1997 – Shepard's Song, für Chor a cappella
- 1998 – Hard Times, für Solisten uns Streicherensemble
- 1998 – Terminal
- 1998 – Fantazia 6, für Saxofon-Quartett (Henry Purcell, Arr. Martland)
- 1998 – Fantazia 7, für Posaunen-Quartett (Henry Purcell, Arr. Martland)
- 1998 – Mr. Anderson's Pavane, für zwei Klaviere
- 1999 – Step by Step, für Bläseroktett
- 1999 – Fairest Isle, für Kounter-Tenor und Bläser-Oktett
- 2003 – Plaint, für Streicher
- 2005 – Tiger Dancing, für Streicher
- 2007 – Eternity's Sunrise, für Streicher
- 2007 – Reveille, für Streicher
- 2007–08 – Starry Night für Marimba und Streichquartett
- 2009 – Darwin, für Chor, Blechbläserquintett und Orgel
- 2009 – Short Story, für Saxophon-Quartett
- 2011 – Sea Songs, für gemischten Chor

## Diskografie
- 1989 – Babi Yar/Drill FACT 266 (Factory Classical)[4]
- 1990 – Orkest de Volharding. Shoulder to Shoulder (Attacca)
- 1990 – Glad Day [featuring Sarah Jane Morris] FACT 306. (Factory)
- 1992 – Crossing the Border FACT 366 (Factory)
- 1992 – Wolfgang FACT 406 (Factory)
- 1994 – Patrol (Catalyst)
- 1995 – The Factory Masters (Catalyst – reissue of Babi Yar/Drill & Crossing the Border)
- 1998 – The King's Singers and Evelyn Glennie. The Street Songs (RCA Victor Red Seal)
- 2001 – Horses Of Instruction (Black Box)
- 2002 – Onyx Brass – Pavanes Fantasias Variations. Mr. Steve Martland after Mr. Henry Purcell: one note fantasy... (Meridian)
- 2007 – Wallace Collection – Hammered Brass. Full Fathom Five (Linn)
- 2009 – Britten Sinfonia 001 – Tiger Dancing {Songs of the Sky – Signum Classics}
- 2015 – Martland NMC 210 (NMC)